# 第一次松方內閣
第一次松方內閣（日语：／ Daiichiji Matsukata Naikaku */?）是日本大藏大臣、伯爵松方正義就任第4任內閣總理大臣（首相）後，自1891年（明治24年）5月6日至1892年8月8日組成的內閣。

## 概要

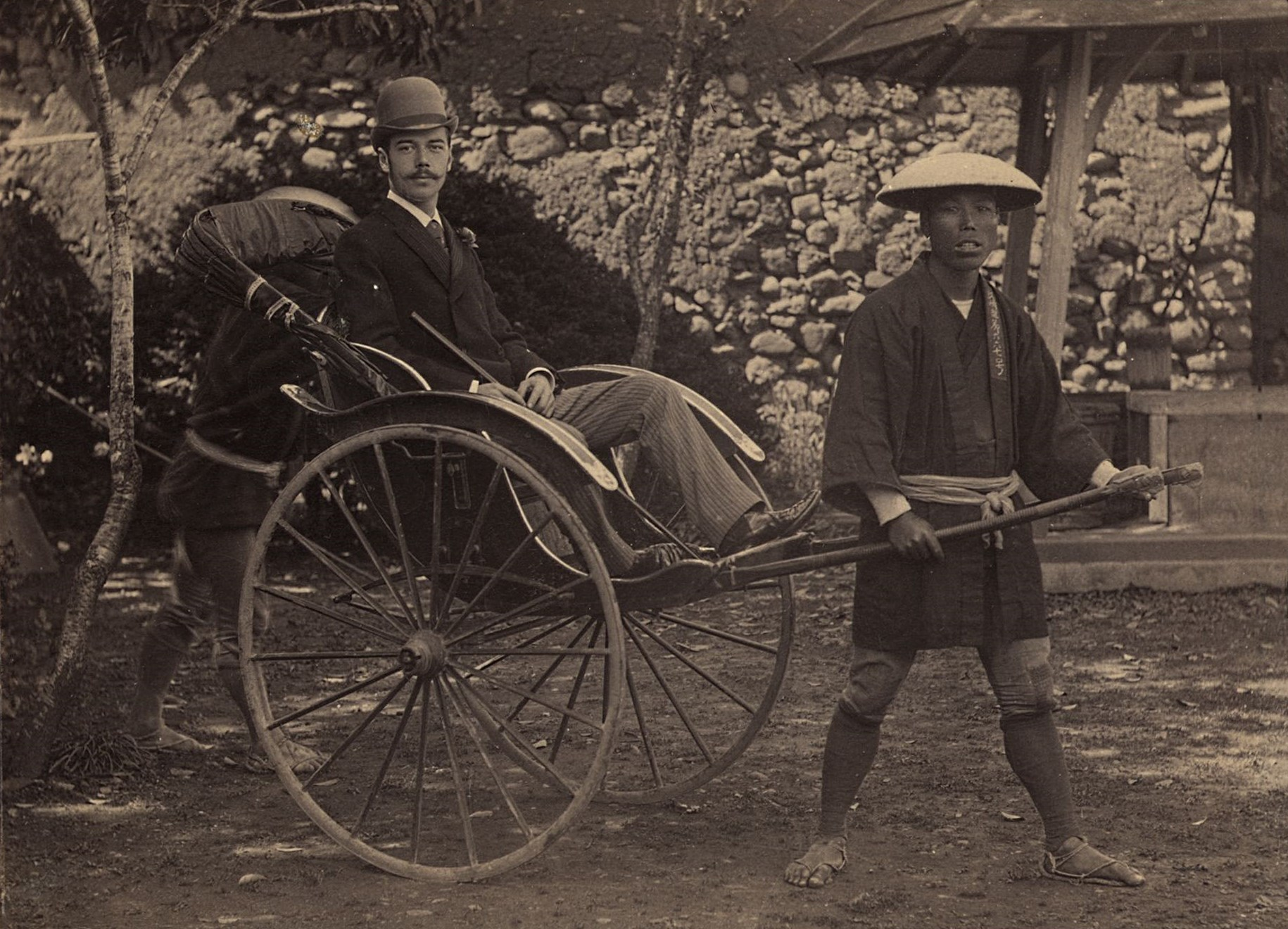
尼古拉皇太子，遇刺之前攝於長崎市

1891年（明治24年），因為期望得到的軍費預算遲遲無法獲得國會通過，當時執政的第一次山縣內閣領導、內閣總理大臣山縣有朋遂決定請辭內閣總理大臣一職，並由擔任多任內閣大藏大臣的松方正義繼任。在經明治天皇同意任命後，松方於1891年5月6日就任為內閣總理大臣。
1891年5月11日，在松方上任內閣總理大臣後僅僅數天，俄羅斯帝國皇太子尼古拉·亞歷山德羅維奇·羅曼諾夫（即後來的末代沙皇尼古拉二世）於日本訪問時遭到滋賀縣大津市警備巡查津田三藏刺殺未遂，史稱大津事件。此次事件導致時任內務大臣青木周藏、外務大臣西鄉從道與司法大臣山田顯義引咎辭職。
1891年12月22日，時任松方內閣海軍大臣的樺山資紀因海軍經費遭到國會刪減而不滿，在國會質詢中發表演說怒斥政府，史稱「蠻勇演說」；此事激起朝野的強烈對立，導致國會多日混亂，松方遂決定行使國會解散權（史上首次），舉行眾議院議員改選，即第二屆日本眾議院議員總選舉。由於政府在內務大臣品川彌二郎主導下對選舉進行激烈干涉，造成全國多人死傷，僅官方承認的死者就達25名、傷者達388名；然而最後由政府支持的吏黨一派（包括中央交涉會、獨立俱樂部以及近畿俱樂部等）仍然在選舉中敗於民黨一派（包括立憲自由黨及立憲改進黨等），選後民黨一派並持續抨擊政府干涉選舉一事，並提出內閣不信任案，最後松方被迫宣告內閣總辭下臺，由首任內閣總理大臣伊藤博文再度出馬組閣。

## 內閣成員
除部分特殊情況外，本內閣閣員皆於1891年5月6日就任。

### 國務大臣
| 職位名       | 任數 | 姓名及肖像 | 姓名及肖像 | 出身                            | 其它職務                  | 備註                                         |
| ------------ | ---- | ---------- | ---------- | ------------------------------- | ------------------------- | -------------------------------------------- |
| 內閣總理大臣 | 4    | 松方正義   |            | 原薩摩藩 伯爵                   | 兼任大藏大臣、內務大臣    | 無                                           |
| 外務大臣     | 3    | 青木周藏   |            | 原長州藩 子爵                   | 無                        | 自上任內閣留任 1891年5月29日卸任             |
| 外務大臣     | 4    | 榎本武揚   |            | 原幕臣 海軍中將 子爵            | 無                        | 1891年5月29日就任                            |
| 內務大臣     | 2    | 西鄉從道   |            | 原薩摩藩 海軍中將 陸軍中將 伯爵 | 無                        | 自上任內閣留任 1891年6月1日卸任              |
| 內務大臣     | 3    | 品川彌二郎 |            | 原長州藩 子爵                   | 無                        | 初次入閣 1891年6月1日就任 1892年3月11日卸任  |
| 內務大臣     | 4    | 副島種臣   |            | 原肥前藩 伯爵                   | 無                        | 初次入閣 1892年3月11日就任 1892年6月8日卸任  |
| 內務大臣     | 5    | 松方正義   |            | 原薩摩藩 伯爵                   | 內閣總理大臣 兼任大藏大臣 | 1892年6月8日就任 1892年7月14日卸任           |
| 內務大臣     | 6    | 河野敏鎌   |            | 原土佐藩                        | 兼任司法大臣              | 1892年7月14日就任                            |
| 大藏大臣     | 1    | 松方正義   |            | 原薩摩藩 伯爵                   | 內閣總理大臣 兼任內務大臣 | 自上任內閣留任                               |
| 陸軍大臣     | 1    | 大山巖     |            | 原薩摩藩 陸軍中將 伯爵          | 無                        | 自上任內閣留任 1891年5月17日卸任             |
| 陸軍大臣     | 2    | 高島鞆之助 |            | 原薩摩藩 陸軍中將 子爵          | 無                        | 初次入閣 1891年5月17日就任                   |
| 海軍大臣     | 2    | 樺山資紀   |            | 原薩摩藩 海軍中將 子爵          | 無                        | 自上任內閣留任                               |
| 司法大臣     | 1    | 山田顯義   |            | 原長州藩 陸軍中將 伯爵          | 無                        | 自上任內閣留任 1891年6月1日卸任              |
| 司法大臣     | 2    | 田中不二麿 |            | 原尾張藩 子爵                   | 無                        | 初次入閣 1891年6月1日就任 1892年6月23日卸任  |
| 司法大臣     | 3    | 河野敏鎌   |            | 原土佐藩                        | 兼任內務大臣、農商務大臣  | 1892年6月23日就任                            |
| 文部大臣     | 3    | 芳川顯正   |            | 原德島藩                        | 無                        | 自上任內閣留任 1891年6月1日卸任              |
| 文部大臣     | 4    | 大木喬任   |            | 原肥前藩 伯爵                   | 無                        | 1891年6月1日自班列轉任                       |
| 農商務大臣   | 6    | 陸奧宗光   |            | 原紀伊藩 眾議院 無黨籍          | 無                        | 自上任內閣留任 1892年3月14日卸任             |
| 農商務大臣   | 7    | 河野敏鎌   |            | 原土佐藩                        | 兼任司法大臣              | 初次入閣 1892年3月14日就任 1892年7月14日卸任 |
| 農商務大臣   | 8    | 佐野常民   |            | 原肥前藩 子爵                   | 無                        | 初次入閣 1892年7月14日就任                   |
| 遞信大臣     | 2    | 後藤象二郎 |            | 原土佐藩 伯爵                   | 無                        | 自上任內閣留任                               |
| 班列         | -    | 大木喬任   |            | 原肥前藩 伯爵                   | 樞密院議長                | 自上任內閣留任 1891年6月1日轉任文部大臣      |

### 其他
| 職位名         | 任數     | 姓名及肖像 | 姓名及肖像 | 出身                 | 其它職務   | 備註                             |
| -------------- | -------- | ---------- | ---------- | -------------------- | ---------- | -------------------------------- |
| 內閣書記官長   | 3        | 周布公平   |            | 原長州藩 貴族院 男爵 | 無         | 自上任內閣留任 1891年6月15日卸任 |
| 內閣書記官長   | 4        | 平山成信   |            | 原幕臣               | 無         | 1891年6月16日就任                |
| 內閣法制局長官 | 2        | 井上毅     |            | 原肥後藩             | 樞密顧問官 | 1891年5月8日卸任                 |
| 內閣法制局長官 | （從缺） |            |            |                      |            |                                  |
| 內閣法制局長官 | 3        | 尾崎三良   |            | 原公家 三條家        | 無         | 1891年6月10日就任                |

## 外部連結
- 首相官邸 第一次松方內閣閣僚名簿 （页面存档备份，存于） （日語）